# Barre d'état

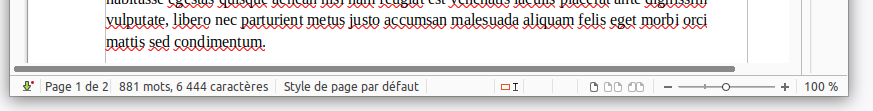
Barre d'état de LibreOffice.

En informatique, la barre d'état est la partie d'une fenêtre où est affiché l'état du programme associé à la fenêtre. Pour la plupart des programmes, la barre d'état consiste en une barre horizontale qui est affichée en bas de la fenêtre.
Par exemple, pour le programme de traitement de texte Word, la barre d'état est affichée en bas de la fenêtre et elle contient le numéro de la page où se trouve le curseur, le nombre total de pages du document, la position du curseur dans la page, ainsi que d'autres informations reliées à l'état actuel du programme.